# Companhia do Comércio da Ásia Portuguesa
A Companhia do Comércio da Ásia Portuguesa foi uma empresa privilegiada, de carácter monopolista, criada pelo Marquês de Pombal, na segunda metade do século XVIII, em Portugal.
Destinava-se a controlar e fomentar a actividade comercial com o Estado Português da Índia e com a China, fortalecendo a prática do mercantilismo no reino.

## História
A Companhia foi fundada em 1753 quando Feliciano Velho Oldemberg e mais cinco sócios, foram autorizados a negociar com a Índia e com a China por um prazo de dez anos.
Entretanto, o maremoto resultante do grande terramoto de 1755 destruiu os navios recém-aquiridos e as mercadorias da Companhia no porto de Lisboa, causando-lhe extensos prejuízos.
O subsequente envolvimento do filho de Feliciano numa conspiração contra o marquês, e o imperativo do reembolso dos empréstimos ao Estado, contraídos para enviar navios para a Ásia, conduziram, em 1760, à quebra da Companhia e à falência de Feliciano, seu principal acionista.